# Leon Bazała
Leon Wojciech Jan Bazała ps. Strwiąż, Polana (ur. 14 kwietnia 1904 w Chyrowie, zm. 12 marca 1983 w Aleksandrowie Kujawskim) – podpułkownik, dr med., lekarz Polskich Sił Zbrojnych, cichociemny, zastępca szefa sanitarnego Komendy Obszaru Południowo-Wschodniego (Obszaru Lwowskiego) Armii Krajowej, uczestnik walk o Lwów w lipcu 1944 roku, więzień w PRL-u i ZSRR.

## Życiorys
Leon Wojciech Jan Bazała urodził się 14 kwietnia 1904 roku w Chyrowie nad rzeką Strwiąż (od której pochodził jego późniejszy pseudonim), w rodzinie Jana i Julii z Banachów. Uczył się początkowo w prywatnym Gimnazjum oo jezuitów, później w I Państwowym Gimnazjum im. Adama Mickiewicza w Samborze, gdzie zdał egzamin dojrzałości 22 maja 1923.
W latach 1923–1929 był podchorążym Szkoły Podchorążych Sanitarnych w Warszawie i jednocześnie studiował na Wydziale Lekarskim Uniwersytetu Warszawskiego. 20 marca 1929 roku otrzymał dyplom doktora wszech nauk lekarskich. 26 czerwca 1929 roku Prezydent RP mianował go podporucznikiem ze starszeństwem z dniem 1 marca 1929 roku i 10. lokatą w korpusie oficerów sanitarnych, w grupie lekarzy, a Minister Spraw Wojskowych wcielił do kadry oficerów służby zdrowia z równoczesnym oddaniem do dyspozycji komendanta kadry oraz równoczesnym przydziałem do Szpitala Szkolnego Centrum Wyszkolenia Sanitarnego na staż szpitalny do 31 października 1930 roku. Po ukończeniu stażu został przeniesiony do 53 pułku piechoty Strzelców Kresowych w Stryju na stanowisko lekarza. 23 października 1931 roku został przeniesiony do 1 pułku artylerii motorowej w Stryju na stanowisko lekarza. Na porucznika został awansowany ze starszeństwem z dniem 1 stycznia 1931 roku i 10. lokatą w korpusie oficerów sanitarnych, w grupie lekarzy. 16 marca 1934 roku został awansowany na kapitana ze starszeństwem z dniem 1 stycznia 1934 roku i 15. lokatą korpusie oficerów sanitarnych, w grupie lekarzy. Od 1 listopada 1935 roku do 15 października 1937 roku był hospitantem w Wyższej Szkole Wojennej w Warszawie, a od 1 listopada 1937 roku do 31 sierpnia 1939 roku był wykładowcą w tejże uczelni.
W czasie kampanii wrześniowej 1939 roku dostał przydział do szefostwa sanitarnego Armii „Karpaty”, przemianowanej 6 września na Armię „Małopolska”. 19 września został internowany na Węgrzech. 13 stycznia 1940 roku wstąpił do Armii Polskiej we Francji. Do wiosny pracował w Centrum Wyszkolenia Sanitarnego w Coëtquidan i Coumbourg. Od 12 kwietnia 1940 roku był dowódcą kompanii sanitarnej w 4 Dywizji Piechoty, a po klęsce Francji pracował jako referent w szefostwie sanitarnym 1 Brygady Strzelców w Wielkiej Brytanii. Wkrótce został mianowany dowódcą kompanii sanitarnej tej brygady, a 1 stycznia 1943 roku awansowany na majora ze starszeństwem z dniem 1 stycznia 1943 roku w korpusie oficerów sanitarnych, w grupie lekarzy.
12 kwietnia 1943 roku został przeniesiony do dyspozycji Oddziału Personalnego Sztabu Głównego z przydziałem służbowym do Oddziału Specjalnego. 13 kwietnia 1943 roku został zaprzysiężony i odbył w Brindisi przeszkolenie specjalne do służby dywersyjnej w Armii Krajowej. W czasie szkolenia opracował dywersyjny zestaw chirurgiczny własnego pomysłu.
Jako major cichociemny „Strwiąż” został w nocy z 9 na 10 kwietnia 1944 roku zrzucony do Polski (operacja lotnicza „Weller 3”). Zrzuceni komandosi przywieźli wtedy 456 tysięcy dolarów dla Armii Krajowej. Strwiąż został przydzielony jako szef służby sanitarnej w czasie Akcji „Burza” we Lwowie i skierowany do Lwowa, gdzie objął szefostwo służby sanitarnej. W kwietniu 1944 roku został awansowany na podpułkownika.
Po zajęciu Lwowa przez Armię Czerwoną został członkiem delegacji Komendy Obszaru, która 31 lipca 1944 roku udała się na rozmowy z gen. Michałem Rolą-Żymierskim w Żytomierzu. Cała delegacja została aresztowana, a Bazała osadzony w obozie w Charkowie, a następnie w Obozie NKWD nr 179 Diagilewie koło Riazania. W lipcu 1947 roku internowany w obozie NKWD nr 150 w Griazowcu. W lipcu 1947 roku został przekazany polskim władzom repatriacyjnym, które w grudniu 1948 umożliwiły mu powrót do Polski.
W marcu 1948 roku Leon Bazała rozpoczął pracę na stanowisku naczelnego lekarza uzdrowiska w Świeradowie-Zdroju. Później pracował na podobnych stanowiskach w uzdrowiskach w Czerniawie-Zdroju i w Sanatorium PKP w Szczawnie-Zdroju. Został przeniesiony na stanowisko ordynatora Sanatorium Zdrojowego PKP w Aleksandrowie Kujawskim, gdzie pracował do przejścia na emeryturę w 1980 roku. Zmarł 12 marca 1983 roku w Aleksandrowie Kujawskim. Pochowany na miejscowym cmentarzu parafialnym.
Leon Bazała był dwukrotnie żonaty. Z pierwszego związku z tragicznie zmarłą Stanisławą miał dwoje dzieci: Janinę i Witolda. Po śmierci Stanisławy ożenił się z Lucyną, z którą miał synów: Piotra i Juliana.

## Ordery i odznaczenia
- Krzyż Srebrny Orderu Virtuti Militari (1 stycznia 1945)
- Krzyż Kawalerski Orderu Odrodzenia Polski
- Krzyż Walecznych – dwukrotnie
- Krzyż Partyzancki
- Złoty Krzyż Zasługi z Mieczami
- Medal Dziesięciolecia Odzyskanej Niepodległości
- Medal Wojska (1946)
- Zwykły Znak Spadochronowy (7 czerwca 1943)
- Bojowy Znak Spadochronowy (19 maja 1944).